# دين أوهارا
دين أوهارا (بالإنجليزية: Dane O'Hara)‏ هو لاعب دوري الرغبي نيوزيلندي، ولد في القرن العشرين.